# Aberasturi
Aberasturi és un poble (concejo) de la Zona Rural Est de Vitòria, al territori històric d'Àlaba.

## Geografia
Aquesta situat a l'est del municipi, a 8 km del centre urbà, a la vora del riu Ertekaberri al peu d'una muntanya i sobre un turó. Travessa la localitat la carretera local A-4126 que enllaça amb la comarcal A-132 que comunica Irunberri amb Vitòria.

## Demografia
Té una població de 150 habitants. L'any 2010 tenia 139 habitants.
| 2000 | 2001 | 2002 | 2003 | 2004 | 2005 | 2006 | 2007 |
| ---- | ---- | ---- | ---- | ---- | ---- | ---- | ---- |
| 121  | 119  | 115  | 121  | 123  | 121  | 127  | 143  |

## Història
Un dels 43 llogarets que es van reunir a Vitòria en diferents temps i ocasions i que en segregar-se en 1840 la Quadrilla d'Añana roman en la Quadrilla de Vitòria.
Anteriorment va pertànyer al municipi d'Elorriaga.

## Patrimoni
Església parroquial catòlica sota l'advocació de Sant Esteve, amb pòrtic neoclàssic, obra de Justo Antonio de Olaguíbel, principis del segle xix.